# Gioco dei tre bussolotti

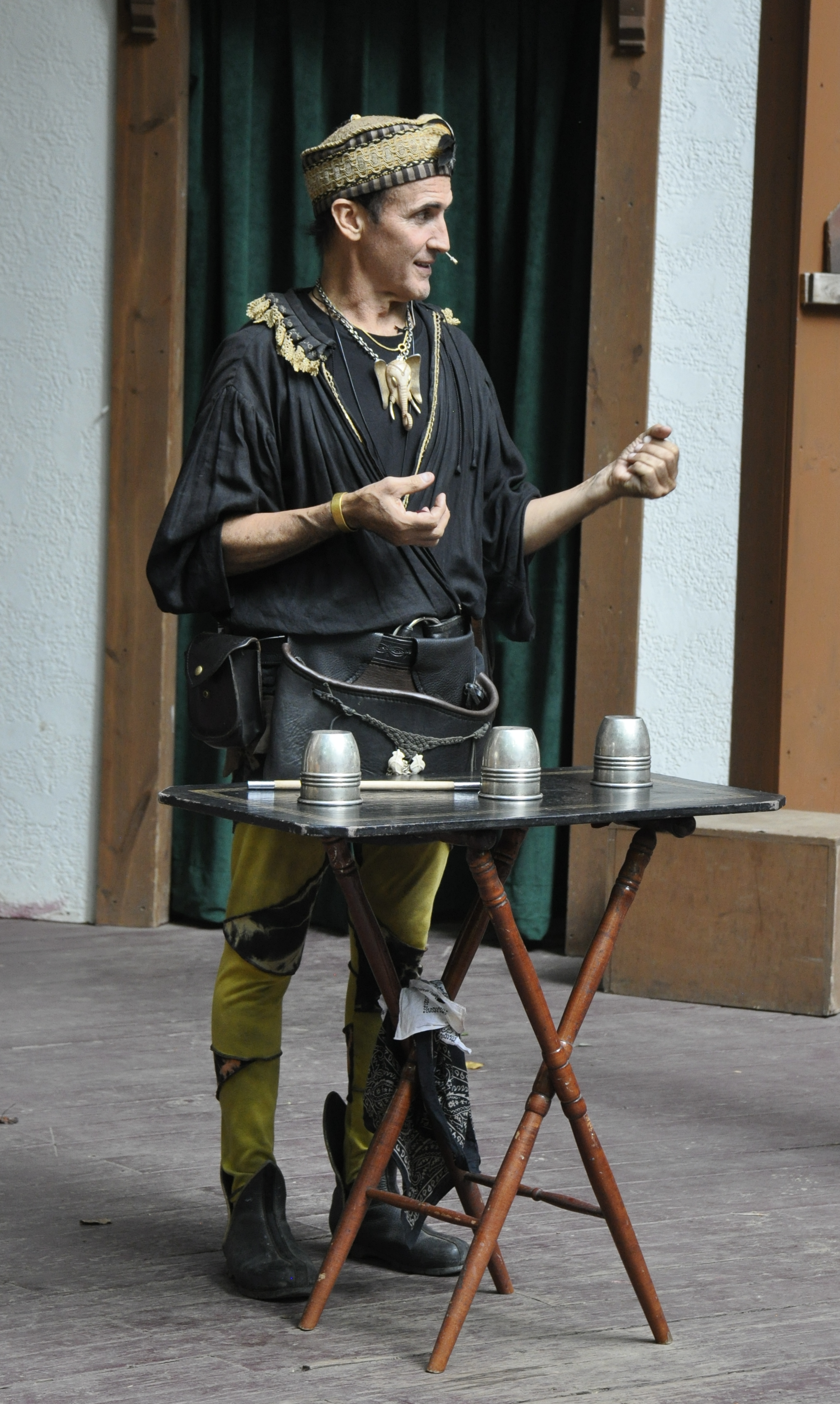
Johnny Fox esegue il gioco dei bussolotti al Maryland Renaissance Festival. Si può vedere un gibecière legato attorno alla sua vita.

Il gioco dei tre bussolotti (o più semplicemente gioco dei bussolotti) è un effetto magico con innumerevoli adattamenti che consiste, nella sua versione più classica, nella sparizione e riapparizione di una o più palline, e nella trasposizione di queste stesse attraverso dei bussolotti di metallo . Le varianti da strada eseguite dai truffatori andavano sotto il nome di Bunco Booths .
Una tipica sequenza dell'effetto include gran parte dei più fondamentali effetti magici: le palline possono sparire, apparire, spostarsi, ricomparire e trasformarsi . Anche abilità performative come misdirection, destrezza manuale e tecniche di gestione del pubblico sono essenziali per la riuscita di molte sequenze. A causa di ciò, il perfezionamento del gioco dei bussolotti è considerato da molti come la prova più adatta per verificare l'abilità di un mago. John Mulholland scrisse dell'opinione di Harry Houdini secondo la quale solo chi ha perfetta padronanza del gioco dei bussolotti si può considerare un prestigiatore esperto .

## Storia

### Antico Egitto
La prima testimonianza che abbiamo di questo gioco è una pittura ritrovata all'interno di una camera di sepoltura del cimitero di Beni Hasan, in Egitto. L'immagine è datata circa 2500 A.C., e mostra due uomini in ginocchio davanti a quattro coppe invertite . Secondo gli egittologi Wilkinson  e Newberry , essa è l'evidenza del fatto che il gioco dei bussolotti, o quantomeno la sua variante truffaldina eseguita con i gusci, risale almeno all'Antico Egitto.
L'illustrazione è unica nel suo genere, quindi non è chiaro se il prestigiatore nell'immagine utilizzi abilità di mano o altri metodi, e i dettagli della sequenza rimangono per ora sconosciuti.
TODO (NicknEma): Caricare e aggiungere l'immagine di cui parla il paragrafo sull'Antico Egitto.

### Antica Roma
Nell'Antica Roma l'effetto era conosciuto come acetabula et calculi, come scritto da Seneca nella 45ª epistola a Lucilio :

### Medioevo
Nel 1584 l'inglese Reginald Scot scrisse The Discoverie of Witchcraft , spesso considerato il primo libro sulla prestigiazione, nel quale vengono descritti alcuni giochi di magia che fanno uso di palline.
Nel libro si consiglia di usare candelieri con un fondale cavo, coppe o saliere per coprire le palline, e si descrive una sequenza con 3 o 4 palline e diversi metodi di copertura. Secondo questa versione, il mago dovrebbe porre una pallina sotto ciascun coperchio, sollevare tali coperchi per mostrare la scomparsa delle palline, e poi far ricomparire tutte le palline sotto lo stesso coperchio.

### Le influenze di Dai Vernon
Le novità introdotte da Dai Vernon cambiarono il modo in cui molti prestigiatori eseguivano questo effetto. Ad esempio, coppe più basse e tozze, circa delle dimensioni di una mano, sostituirono i bussolotti alti e conici che al tempo erano i più diffusi in Europa ed Egitto.
Inoltre la sequenza di fasi eseguita dal "professore" è la base per molte delle versioni moderne. La sua esibizione vedeva la sparizione delle tre palline, la riapparizione sotto i bussolotti, la penetrazione delle palline attraverso i bussolotti, lasciar scegliere allo spettatore sotto quale bussolotto far apparire le palline, la rimozione e il ritorno delle palline, e la rivelazione dei carichi finali, solitamente frutta .

## Esecuzione e varianti

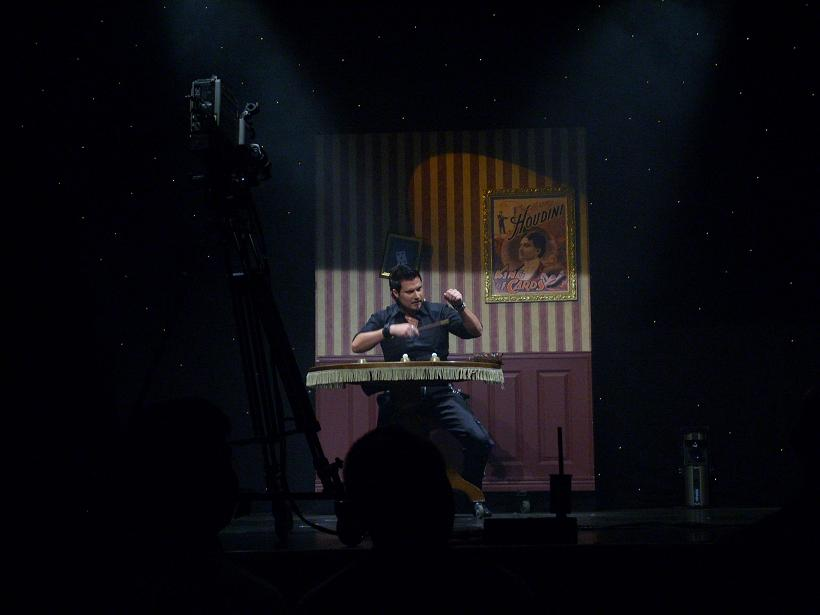
Christian Farla esegue il gioco dei bussolotti sul palcoscenico.

La versione maggiormente eseguita dell'effetto fa uso di tre bussolotti di metallo e tre piccole palline . Il prestigiatore fa in modo che le palline attraversino il fondo solido dei bussolotti, saltino da una parte all'altra, spariscano da sotto il bussolotto e riappaiano in altri posti o viceversa.
Spesso il finale coinvolge l'apparizione di oggetti più grandi, come frutti, palline più grandi, piccoli animali come pulcini, o una combinazione dei carichi precedenti. Molti maghi preferiscono l'uso di frutta, in quanto la loro irregolarità nella forma e le differenze di dimensioni contribuiscono ad aumentare l'effetto sorpresa .

### Variante indiana
In India, i prestigiatori eseguono l'effetto seduti per terra, con il pubblico in piedi o su sedie disposte attorno all'esecutore. Questa particolare angolazione ha permesso di sviluppare speciali tecniche manipolatorie non eseguibili in altri contesti.
I bussolotti usati hanno la forma di una campana con sopra un piccolo pomello, e vengono tenute tramite di esso tra indice e medio. La forma bassa e appiattita delle campanelle impedisce la produzione di oggetti più grandi come finale, quindi l'effetto è spesso concluso con la produzione di molti oggetti della stessa dimensione o di polvere nera. Il numero di bussolotti e palline varia, con numeri che vanno da 2 a 4 per i primi e da 1 a 5 per le seconde .

### Variante giapponese
Owan To Tama è il nome della versione giapponese dell'effetto. Il prestigiatore usa 3 bussolotti, 4 palline coperte di seta (come 3), un ventaglio e 3 produzioni finali, come arance o scatole di sigarette . I movimenti della sequenza sono basati su quelli della danza classica giapponese . Un movimento particolare dell'effetto è chiamato "Owan-Gaeshi", e serve a mostrare al pubblico le mani vuote e le palline, passandole da una mano all'altra con movimenti simili a una danza. La sequenza è stata descritta come avvolta da un'aria di riverenza e cerimonia . Viene eseguita con pubblico e prestigiatore entrambi in ginocchio, e a differenza di altre versioni viene eseguita al chiuso, con un sottofondo musicale .

### Variante cinese
La versione cinese dell'effetto ha origine nella società agricola durante il periodo della Cultura di Longshan, prima della Dinastia Shang (quindi prima del 1600 A.C.).
L'effetto si esegue con un ventaglio, un tappetino, da 2 a 6 ciotole e da 3 a 10 fagioli. Spesso si usano 2 ciotole con 3 o 5 fagioli. I metodi di questa versione sono particolari in quanto raramente viene usato un fagiolo o una pallina in più di quelle che si mostrano. Anche i metodi per nascondere al pubblico le palline sono peculiari. L'effetto era tradizionalmente eseguito a terra, ma adesso è più comunemente presentato su un tavolo.
Alcuni passaggi della sequenza vedono la trasformazione di una pesca in un uovo, la produzione di acqua, talvolta con pesci, o Baijiu. Il finale, "raccogliere un milione di fagioli", implica l'unione delle bocche di due ciotole, con l'apparizione successiva di un gran numero di piccoli fagioli che sembrano traboccare dalla ciotola inferiore .

### Chop cup
Uno sviluppo relativamente recente dell'effetto è chiamato "chop cup". Fu inventato attorno al 1954 da Al Wheatley, che eseguiva un atto in abiti cinesi dal nome di "Chop Chop" . La "chop cup" è una variante con un solo bussolotto e (apparentemente) una pallina, ed è estremamente popolare in quanto si può eseguire su una superficie ristretta, al contrario della versione con tre bussolotti che richiede uno spazio considerevole.
Il mago di close-up Don Alan mostrò la sua sequenza della "chop cup" in televisione , e fu immediatamente copiata da prestigiatori di tutto il mondo. Anche l'interpretazione di Paul Daniels ha contribuito alla popolarità della versione.
Il singolo bussolotto può essere tenuto da sopra per l'intera durata dell'effetto, rendendolo ancora più impossibile all'apparenza.

### Bussolotti trasparenti

#### Penn & Teller
Il duo magico Penn & Teller esegue una versione del gioco dei bussolotti come parte del loro spettacolo .
All'inizio, i due illusionisti eseguono il gioco con palline di foglia d'alluminio e bicchieri di plastica. Il gioco finisce con l'apparizione di palline più grandi, e l'apparizione a sorpresa di un oggetto extra, come una patata o un lime, sotto uno o più bicchieri. Poi eseguono il gioco una seconda volta, usando bicchieri trasparenti, dicendo che mostreranno come eseguire il gioco . Tuttavia, come parte dello scherzo, eseguono il gioco molto velocemente per renderlo più difficile da seguire. Infine, spiegano che questa versione del gioco rompe tutte le "quattro regole della magia": non rivelare al pubblico il metodo di un effetto, non eseguire lo stesso gioco due volte, non mostrare al pubblico la preparazione segreta, e la "regola non scritta" di non eseguire il gioco dei bussolotti con bicchieri trasparenti.
Essi sostengono che questa versione dell'effetto ha causato la loro espulsione dal Magic Castle .

#### Jason Latimer
Una variante con i bussolotti trasparenti è stata creata ed eseguita dall'illusionista americano Jason Latimer. In questa versione, del tipo "segui la pallina", il mago usa bussolotti trasparenti mostrando chiaramente al pubblico come la pallina possa sparire da una parte e ricomparire da un'altra . L'effetto ha fatto il suo debutto con Latimer nel 2003 alla Federazione Internazionale delle Società Magiche (FISM), e alla televisione americana su The Late Late Show with Craig Ferguson nel 2004.